# 林巴赫 (萨克森州)
林巴赫（德語：Limbach）是德国萨克森州的市镇，隶属于福格特兰县。总面积为14.21平方千米，截至2023年12月31日总人口为1,391人。